# Magdeburg Südost
Magdeburg Südost (niem.: Bahnhof Magdeburg Südost) – stacja kolejowa w Magdeburgu, w kraju związkowym Saksonia-Anhalt, w Niemczech, w dzielnicy Westerhüsen. Znajduje się na linii Magdeburg – Lipsk. Budynek dworca jest obiektem zabytkowym. Jest częścią systemu S-Bahn w Magdeburgu.
Według klasyfikacji Deutsche Bahn posiada kategorię 5.

## Linie kolejowe
- Magdeburg – Lipsk

## Połączenia
| Linia | Trasa | Takt (min) | Przewoźnik kolejowy |
| ----- | --- | ---------- | ------------------- |
| RE20  | Halle (Saale) – Köthen – Schönebeck (Elbe) – Magdeburg Südost – Wolmirstedt – Stendal – Salzwedel – Uelzen   | 60         | DB Regio Südost     |
| RB31  | Schönebeck-Bad Salzelmen – Schönebeck (Elbe) – Magdeburg Südost – Wolmirstedt – Stendal – Wittenberge        | –          | DB Regio Südost     |
| RB32  | Schönebeck-Bad Salzelmen – Schönebeck (Elbe) – Magdeburg Südost – Wolmirstedt – Stendal – Salzwedel – Uelzen | –          | DB Regio Südost     |
| S1    | Schönebeck-Bad Salzelmen – Schönebeck (Elbe) – Magdeburg Südost – Wolmirstedt – Zielitz – Stendal            | 30         | DB Regio Südost     |